# Darvaș, Hajdú-Bihar
Darvaș (în maghiară Darvas) este un sat în districtul Berettyóújfalu, județul Hajdú-Bihar, Ungaria, având o populație de 583 de locuitori (2011).

## Demografie
Componența etnică a satului Darvaș
     Maghiari (96,42%)
     Români (3,05%)
     Romi (0,54%)
Componența confesională a satului Darvaș
     Fără religie (45,8%)
     Reformați (26,76%)
     Romano-catolici (7,38%)
     Greco-catolici (5,66%)
     Ortodocși (2,92%)
     Necunoscută (10,81%)
     Atei (0,69%)
     Alte religii (1,2%)
Conform recensământului din 2011, satul Darvaș avea 583 de locuitori. Din punct de vedere etnic, majoritatea locuitorilor (96,42%) erau maghiari, cu o minoritate de români (3,05%). Nu există o religie majoritară, locuitorii fiind persoane fără religie (45,8%), reformați (26,76%), romano-catolici (7,38%), greco-catolici (5,66%) și ortodocși (2,92%). Pentru 10,81% din locuitori nu este cunoscută apartenența confesională.